# Trippa alla romana
La trippa alla romana è un piatto tipico della cucina romana.

## Preparazione
Il piatto viene preparato con trippa, cipolle bianche, pomodori pelati, carote, vino bianco, pecorino romano e foglie di menta romana.

## Storia
Si tratta di una ricetta antica, tradizionalmente preparata durante il pranzo del sabato, tanto che ancora oggi nelle storiche trattorie si può leggere il cartello con su scritto "Sabato Trippa". Essendo altamente proteica e avendo un costo contenuto, la trippa è stata un piatto prezioso soprattutto per la parte meno abbiente della popolazione.
La ricetta della trippa alla romana si è diffusa anche grazie a Elena Fabrizi, estimatrice del piatto popolare della tradizione romana.